# Torrenticola cooki
Torrenticola cooki är en kvalsterart som beskrevs av Herbert Habeeb 1955. Torrenticola cooki ingår i släktet Torrenticola och familjen Torrenticolidae. Inga underarter finns listade i Catalogue of Life.